# Logan Browning
Logan Laurice Browning, född 9 juni 1989 i Atlanta, Georgia, är en amerikansk skådespelerska och singer-songwriter. Hon är mest känd för rollerna som Sasha i Bratz: The Movie och Brianna i Meet the Browns och Jelena Howard i Hit the floor.